# Khespy
Khespy, también conocido como Khespy Pacha (La Paz, siglo XXI), es el nombre con el que se conoce a un pintor y muralista boliviano.

## Identidad y trayectoria
La identidad de Khespy se desconoce, aunque se sabe que es paceño y de formación autodidacta. Su nombre artístico viene de dos palabras del quechua y del aymara: khespy (reflejo en quechua) y pacha (tiempo en aymara). 
Khespy trabaja en distintos formatos y soportes, desde pedazos de madera hasta murales de varios metros de altura.Sus murales se encuentran en las ciudades de La Paz, El Alto y Cochabamba, y ha expuesto su arte en encuentros fuera de Bolivia. 
En 2024 Khespy organizó una exposición en el ex cine Princesa de la ciudad de La Paz a la que asistieron más de cinco mil personas. Previamente, participó en el festival Ñatinta, en el que muralistas bolivianos y extranjeros pintan murales en el Cementerio General de La Paz.
Su arte presenta formas cúbicas y está inspirado en la cultura andina.
En años recientes realizó murales con la artista Knorke Leaf.

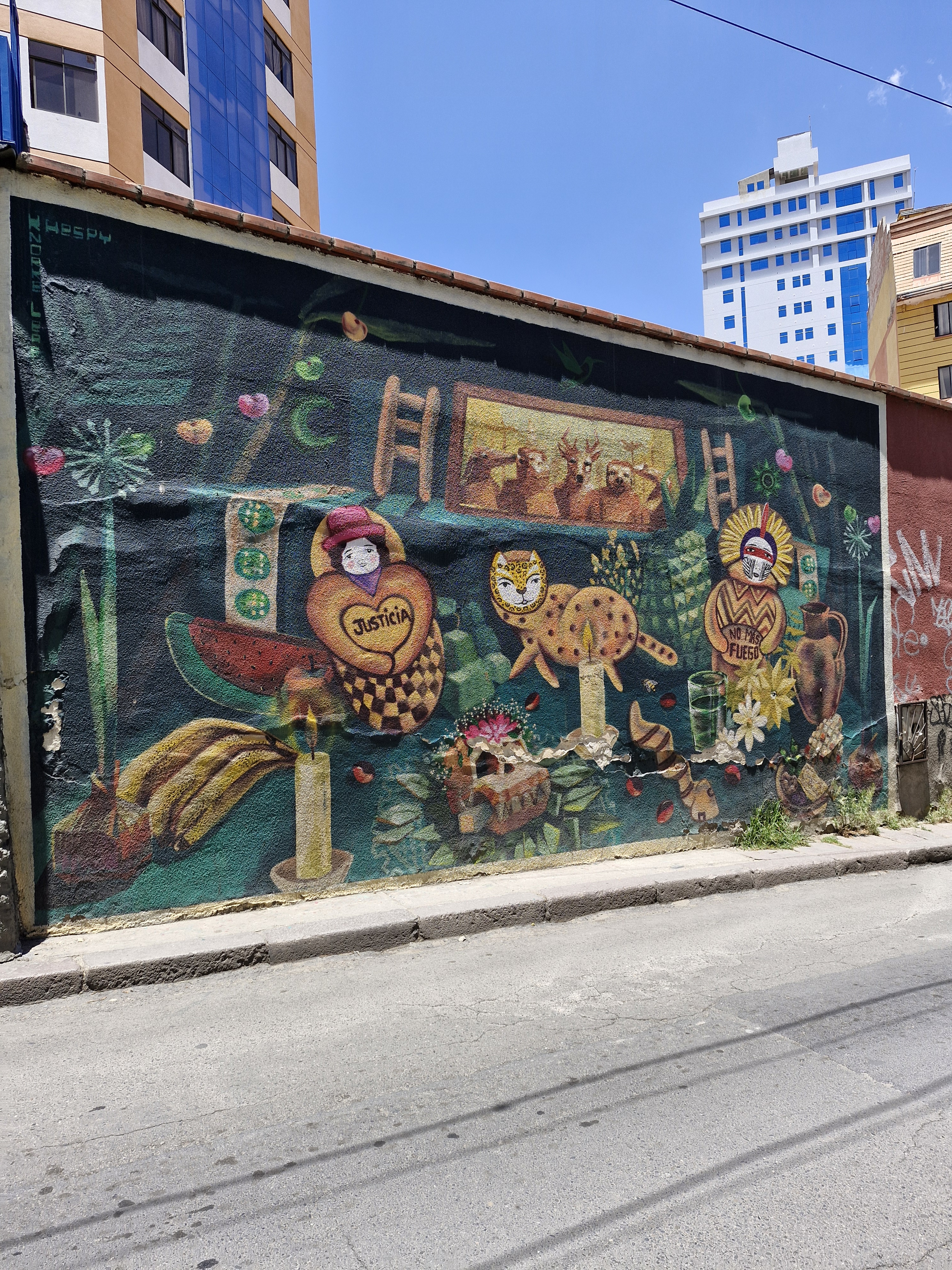
Mural sobre los incendios en Bolivia realizado por Khespy y Norke Leaf.